# SimsVille
SimsVille — компьютерная игра в жанре симулятора жизни и градостроительства, разрабатывавшаяся компанией Electronic Arts, и назначенная к выходу в 2002 году, но позже была отменена. Игра задумывалась, как совмещение игрового процесса SimCity и The Sims, где игрок развивал небольшой городок и косвенно взаимодействовал с его жителями. Похожий игровой процесс имела выпущенная в 1995 году игра от Maxis — SimTown. SimsVille разрабатывалась после неудачного проекта по созданию полностью трёхмерной версии SimCity 3000, тогда наработки было решено перенести в масштабах небольшого городка, куда также были добавлены элементы интерфейса из The Sims, чтобы игрок мог следить за симами, их потребностями и формировать к ним эмоциональную привязанность.
Несмотря на официальный анонс и рекламу SimsVille, выход игры отодвигался и затем был отменён. Причины того не были названы, помимо «несоответствия игры стандартам Maxis». Игровая пресса на основе имеющихся данных предположила, что причиной могла послужить малая заинтересованность игровой аудитории проектом и ряд проблем в игровом процессе, которые так и не были решены. Несмотря на это, наработки SimsVille были использованы в будущих играх от Maxis.

## Игровой процесс

### Градостроение
Игра совмещает в себе игровой процесс игр The Sims и SimCity. Основная задача игрока сводится к тому, чтобы развивать городок и заботиться о благополучии его жителей. Игрок начинает создание городка с пустого участка земли. В игре имеются три режима: жизни, покупки и строительства. В режиме строительства игрок может прокладывать дороги и строить магазины, дома и предприятия, чтобы побудить симов переехать в созданный игроком город.
Предприятия и жители города приносят деньги в городскую казну, в так называемый денежный сундук. На накопленные деньги можно дальше строить и совершенствовать городок в режиме строительства. Данный режим предлагает около 80 типов зданий, 15 домов и пять типов дорог. Каждое такое здание или объект по-своему влияют на развитие, благополучие и жизнь городка, например пожарный участок позволяет спасать дома от огня. Важную роль играет ночная и дневная смена суточного цикла. Например размещение фонарей вдоль улиц способствует понижению уличной преступности в городе. Строительство полицейского участка ещё больше снизит уровень преступности в городке, а её повышение отрицательно влияет на показатели счастья в городке и в свою очередь снижает работоспособность населения, что может привести к закрытию предприятий и снижению поступления налогов. Взаимосвязь и микроменеджмент играет важную роль в жизни городка СимсВиль. Допущение ошибок может повлечь за собой крайне губительные последствия, вплоть до полного разрушения городка.
Планирование города играет важную роль в уровне счастья населения. Например игрок может заниматься благоустройством городка, украшать пространства у дорог деревьями и цветами. Это делает персонажей счастливее. Недостаток общественных и развлекательных пространств приводит к раздражительности симов и повышает вероятность их конфликтов с соседями и в свою очередь понижает их работоспособность.
В игру внедрена система заданий и наград. Некоторые здания можно построить по достижении определённого уровня благосостояния города или счастья горожан. Например Ратуша позволяет отслеживать в целом статистики уровня благосостояния граждан, а без неё, игроку приходится следить за потребностями каждого отдельного сима.

### Симы и их потребности
Игрок может наблюдать за активностью каждого отдельного сима, видеть, как они занимаются своими делами, перемещаются, общаются между собой или организовывают мероприятия. Однако напрямую управлять симом, как в The Sims нельзя. Благополучие персонажа определяется его потребностями в: энергии, развлечениях, окружающей среды, общении и голоде. Игрок не может управлять симами, но может влиять на их жилую среду. У симов также имеются ряд индивидуальных интересов, таких как разные виды спорта, природа, наука, музыка, изобразительное искусство, садоводство, кухня и мода. Помимо городской казны, у каждой семьи имеются личные денежные сбережения, которые игрок может потратить на размещение на их жилом участке предмета, удовлетворяющего желаниям конкретной семьи. Например быстрый способ удовлетворить интерес симa к экстремальным видам спорта — купить уличную стенку для скалолазания, а для удовлетворения интересов симов, увлекающихся модой достаточно провести модную фотосессию. Для удовлетворения интересов симов требуется обеспечить их нужными местами отдыха или объектами инфраструктуры. Например можно строить рестораны, парки развлечений и так далее. Игрок не может обустраивать внутреннюю часть дома, которая представляет собой «кроличью нору».
Разные потребности и интересы каждого сима также придают разные поведенческие характеры тем или иным семьям. Например игрок может наблюдать, как одна семья занимается постоянно спортом, а другая состоит из «ленивых потребителей пива», это может быть множество других вариантов, например шопоголики или меломаны, доставляющие дискомфорт соседям.
Благополучие семьи определяется по множеству прочих параметров, в том числе и соседской дружбе. Игрок может наблюдать, как симы взаимодействуют между собой,
они могут ссорится или же иметь общие интересы. Задача игрока в том числе заключается в том, чтобы способствовать сближению
данных симов, например предоставив им общественное пространство, где они могут заниматься общим увлечением. Высокая преступность также отрицательно влияет на параметры счастья населения. Недовольные граждане начнут писать письменные обращения мэру (игроку) и даже могут устроить забастовку.
ИИ персонажей также подточен на подражание другим симам, например если одна семья приобретёт машину, её захотят приобрести и соседи. Помимо прочего, предполагалось, что игрок также мог переносить сохранённые семья из The Sims.

### Работа и экономика
Развитие экономики города зависит от многих параметров, но в целом игрок должен строить новые предприятия, дома и заботиться о том, чтобы в них могли работать симы. Счастливые персонажи с работой тратят больше денег и соответственно быстрее пополняют казну города. Игрок может узнать, где конкретно работает сим и сколько зарабатывает.
Доход симов зависит от их места посещения работы. Каждое общественное здание должно обслуживать определённое количество симов, будь то кафе или полицейский участок. Игрок в том числе может подталкивать симов идти на определённую работу, но они могут по-прежнему отказываться. Каждый сим будет в конечном итоге стремиться получить работу в соответствии со своей квалификацией. Хорошее образование позволяет работать на высокооплачиваемой работе, если игрок разместил нужное здание. Чтобы повысить квалификацию, надо строить в городке учебные заведения: школы для детей и вечерние школы для взрослых. Некоторые симы хотят заниматься бизнесом. Машины также играют важную роль в экономике, так как позволяют быстрее добираться до места работы, хотя сим может передвигаться пешком.
Безработные симы приводят свои жилища в непригодность и не могут заниматься покупками, таким образом истощая городскую казну. Целые районы могут превращаться в грязные трущобы, а их жители будут бродить бесцельно по улицам. Наоборот, если семья начинает зарабатывать слишком много денег, она может решить переехать в другой город, игрок должен предложить им более дорогой жилой участок.

## Разработка
Разработкой руководил геймдизайнер Уилл Райт, описывающий SimsVille, как связующее звено между SimCity и The Sims, или уменьшенную вселенную SimCity, позволяющую следить за отдельными людьми или возможностью следить за миром The Sims через игровой процесс SimCity. Разработка игры велась параллельно с The Sims Online. Сама SimsVille рассматривалась, как прямая наследница провального проекта — трёхмерной версии SimCity 3000, где разработчики задумывали создать полностью трёхмерный мир, заполненный мельчайшими деталями и отдельными симами. Однако компьютеры того времени оказались не в состоянии воспроизводить игру с такой графикой. В итоге проект забросили, выпустив двухмерную версию игры. Однако разработчики решили не отказываться от задумки и решили создать полностью трёхмерный симулятор градостроения, но в меньших масштабах.
SimsVille создавалась на отдельном игровом движке, исходя из опыта разработки трёхмерной версии SimCity 3000. Сам игровой дизайн создавался также на базе SimCity, но в него интегрировались элементы интерфейса из The Sims. При этом заимствованная механика двух игр была упрощена для сбалансированности. Также особое внимание уделялось множеству мелких деталей и личных элементов игрового процесса, которые было бы невозможно воплотить в городе SimCity с миллионным населением. Разработчики решили сосредоточиться на определении набора взаимодействий, которые являются наиболее интересными и актуальными для деревенского окружения. «Когда мы начали работать с маленьким городком, мы поняли, что это нам даст возможность познакомиться с каждым его жителем. Это мечта, для нашей команды дизайнеров». В масштабах крупного города просто не возможно обеспечить подобного рода подробный и личный уровень взаимодействия сима и игрока. Продюсер Кристине МакГэврен заметила, что SimsVille это прежде всего игра о людях и их отношениях и SimsVille продвигается в этом даже дальше чем The Sims, так как вторая игра прежде всего затрагивает удовлетворение физических потребностей отдельных симов, «здесь вы можете вообразить или даже поместить себя в игру, воссоздать свою семью в виртуальном образе или воссоздать городок, в котором вы родились и жили». Некоторых жителей города, таких, как семья Гот или Руми решили добавить из базового городка из The Sims, чтобы их сразу же узнали игроки The Sims.
Ассоциированный продюсер игры Вирджиния МакАртур отдельно заметила, что игра в том числе возникла благодаря отзывам фанатов. Игра отвечала их желаниям исследовать, покупать и настраивать области за пределами дома [симов], «SimsVille — это по сути более грандиозная версия The Sims (или более личная версия SimCity?), в которой вы управляете жизнью целого города, не только одной семьи, как в The Sims, но и не безликим мегаполисом, как в SimCity». Исполнительный продюсер Кристине МакГэврен заметила, что игра ориентировалась на широкую игровую аудиторию. В частности многим людям нравится идея управления городом в SimCity, но их отпугивали многие элементы геймплея, например статистики или сложный микроменеджмент. Игра должна была заинтересовать в том числе игроков The Sims и SimCity.
При этом из игры также исключены детали управления симом, как в The Sims. Продюсер Тим ЛеТурно заметил, что в игре нельзя напрямую управлять симами, они ведут себя автономно, но на них можно оказывать воздействие, меняя окружающую среду, что уже приближает игру к SimCity. Но при этом игрок может по-прежнему наблюдать за действиями отдельных симов и их реакцией без всяких статистик, карт или графиков SimCity. «Вы действительно стремитесь заботиться об этих жителях городка». Создатели также не обошли стороной фирменный юмор Maxis, например вероятность того, что житель городка станет жертвой похищения инопланетянами. Разработчики планировали ввести возможность переноса данных между The Sims, Simville и SimCity. В частности в игру могла была быть встроена функция экспорта семьи из игры The Sims, также разработчики планировали возможность экспорта городка в виде района в SimCity.
Хотя игра является полностью трёхмерной, она лишь имитирует трёхмерную среду и ограничивает вращение камеры, игрок может масштабировать картинку, но вращение ограничивается четырьмя углами в 90 градусов. Все автомобили, двигающиеся объекты и жители представляют собой 3D-модели, которые полностью отображаются на экране в режиме реального времени, однако игра не обрабатывает все полигоны статичных объектов, а лишь те стороны, которые видит на данный момент игрок. Например дом имеет четыре стороны, но игра отображает только две, которые на данный момент видит игрок, пока не повернёт камеру. Это необходимо для экономии вычислительной мощности и её перераспределения на изображения постоянно движущихся объектов, например симов. Это было сделано в том числе и из-за того, что основная аудитория игр The Sims и SimCity обладают слабыми компьютерами. Разработчики назвали в итоге полученный игровой 3D движок очень красивым и с очень хорошими спецэффектами

### Отмена выхода
Решение об отмене выхода игры было принято самим разработчиками, а также рядом старших руководителей. Разработчики заметили, что на протяжении всей разработки всегда проверяют свои игры и SimsVille в её итоговом варианте не соответствовала стандартам Maxis. Сама же студия после успеха The Sims утверждала, что решила задать крайне высокую планку качества для своих игр. Высокая планка по их мнению подразумевала помимо хорошей графики и интерфейса также интересный игровой процесс, сохраняющий интерес у игрока на протяжении длительного времени. В частности основная проблема SimsVille была связана с тем, что со временем её геймплей становился слишком скучным и медленно развивался: «Честно говоря, мы могли бы продать сотни тысяч копий [SimsVille], но люди в итоге бы разочаровались в игре. Нам пришлось принять трудное решение — тем более понимая, что наш продукт был крайне ожидаемым и отважиться сказать „Он не соответствует нашим стандартам“».
Сама разработка игры началась с запроса игроков, желающих наблюдать за жизнью симов за пределами дома, однако разработчики пришли к выводу, что реализация данной функции в дополнении к The Sims  — Hot Date, была целесообразнее, проще и просто веселее с точки зрения игрового процесса. Разработчики также советовали игрокам, разочаровавшимся отменой выхода SimsVille купить Hot Date, так как они сумеют в полной мере оценить возможности дополнения. Учитывая, что игра по планам должна была быть готова к марту 2002 года, по оценкам разработчиков, на момент отмены разработки, она была готова на 60%.

## Анонс и отмена выхода
Анонс игры состоялся ещё в конце 2000 года, тогда же было объявлено о дате выхода в январе 2001 года. Дату затем переносили на май того же года и начало 2002 года. Игровой процесс SimsVille был продемонстрирован на выставке Electronic Entertainment Expo в 2001 году. Концепция игры должна была заключаться в построении и развитии небольшого городка с коммерческими и жилыми зонами, а также контроле семей, населяющих этот городок.
Разработчиками был запущен официальный сайт игры, при этом вокруг не вышедшей игры даже стали формироваться интернет-сообщества, создавшие несколько фанатских сайтов. Игра привлекла достаточное внимание среди игрового сообщества, например она попала в список фаворитов журнала PC Player German. Хотя игре предрекали меньший успех, чем The Sims, но по-прежнему крупный по меркам компьютерной игры. Превью-ролик к игре можно было посмотреть на CD с играми SimCity 3000 Unlimited и The Sims: Livin’ Large.
Осенью 2001 года EA Games объявили об отмене разработки игры. Хотя фактически SimsVille после двух лет разработки уже была готова к выпуску в январе 2002 года. Maxis не комментировала, было ли это решение принято разработчиками или руководством EA Games. Maxis лишь прокомментировала отмену так: «Мы придерживаемся высоких стандартов для наших игр, и SimsVille соответствовала им в некоторых моментах, но не в других». Разработчики также заметили, что используют наработки игры в своих будущих проектах. Команда разработчиков была расформирована и переведена в разработку других проектов, в основном в The Sims Online, а также на поддержку игры The Sims. В 2006 году разработчики подтвердили окончательную отмену проекта. По утверждению редакции DTF, проблема игры была связана с неясностью охвата игровой аудитории, так как игроки SimCity не нашли бы в игре глубокой системы управления городом, а игроки The Sims не смогли бы полноценно управлять персонажами. Демонстрация игрового процесса на игровой выставке в Сан-Франциско встретила сдержанную реакцию у посетителей. В итоге анонс был встречен без того энтузиазма, что ожидала EA Games, поэтому проект решили доработать и перенести выход на 2002 год. Однако по истечении этого срока, разработчики не сумели исправить существующие проблемы и проект было решено закрыть. Тем не менее известие об отмене игры стало неожиданным, учитывая, что оно состоялось за несколько месяцев до ожидаемого выхода SimsVille. Это стало причиной разочарования части фанатов The Sims.
После отмены выхода, наработки SimsVille были использованы в будущих проектах Maxis, например механика обратной связи с персонажами-NPC была использована в The Sims: Hot Date и SimCity 4, а трехмерный вид окрестностей городков The Sims 2 также был создан на движке SimsVille. Также некоторые элементы игрового процесса были воплощены в The Sims 3. Например эстетика базового городка Сансет Вэлли во многом вдохновлена SimsVille.

## Восприятие
Редакция GameSpot, имевшая доступ в предвыходной версии игры дала оценку SimsVille, заметила, что несмотря на рекламу, SimsVille не выглядела, как банальное слияние The Sims и SimCity, а как самостоятельная игра, способная стоять на своих двух ногах и хотя сходства с вышеописанными играми действительно существуют. По мнению редакции, игра предлагала интересную комбинацию различных типов игрового процесса и хотя возможности построения городов не так хороши, как в SimCity, игра по-прежнему требовала от игрока эффективных навыков городского планирования и управления, чтобы его симы были довольны.
В конечном итоге, благодаря своей способности сочетать градостроительный аспект SimCity с микроменеджментом The Sims, SimsVille, должна была бы понравиться поклонникам всех игр Maxis. Помимо прочего, игра включала ряд функций, которые оценили бы фанаты The Sims. Например опция автоматического поиска семей из The Sims после установки SimsVille. Редакция также заметила, что хотя танцующие во дворе дома симы выглядели странно это по-прежнему вписывалось в рамки типичного юмора Maxis.
Редакция IGN, также имевшая доступ к игре заметила, что с точки зрения игрового процесса, она скорее подобна SimCity, однако благодаря возможности наблюдать за потребностями симов, сразу становится ясно, какие проблемы у города в отличие от SimCity, где всегда было трудно точно выяснить, почему возникла условная проблема X. Редакция также похвалила графику игры, заметив, что она по стилю напоминает двухмерную изометрическую, хотя и является трёхмерной, но с деревьями и другими детализированными объектами, визуализированными как спрайты. Некоторые объекты, хотя является трёхмерными, но могут выглядеть так, словно они нарисованы от руки, что стилистически сближает SimsVille с The Sims.